# Oguz Khan

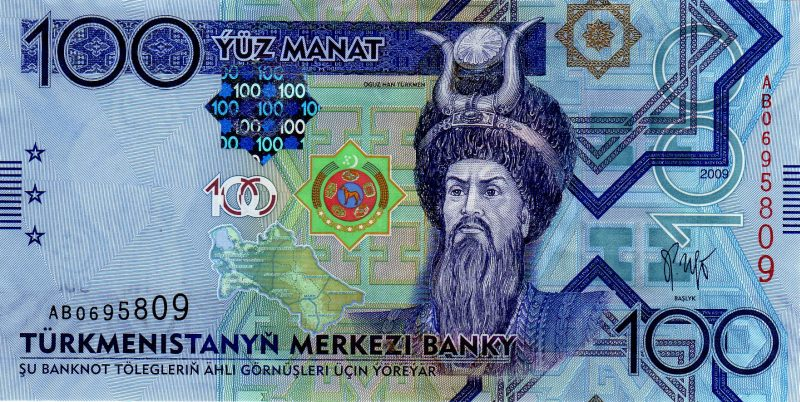
Oguz Kagan au Turkménistan manat

Oğuz Kağan,  ou Oğuz Khan, est l'ancêtre des Turcs dans la mythologie turque et altaï. Il est également connu comme Uğuz Han, Uz Han ou Oğur (Ogur, Ugur) Han. Sa mère est Ay Kağan (Lune Khan) et son père est Kara Han (Noir Khan).

## Biographie
Dans la mythologie, il est considéré comme le fondateur du premier État turc. Sa biographie est marquée par de nombreux éléments légendaires.
Gökbörü (Börteçine) l'a guidé toute sa vie. Sa vie est pleine d'événements extraordinaires à partir de sa naissance. La couleur de son visage vire au bleu. Il est de couleur rouge. Sa bouche est comme le feu. Il a grandi très rapidement. Il a mangé dès sa naissance. Il a sucé du lait une fois, puis a mangé de la viande crue. Il a une couronne à cornes symbolisant la puissance. Il a tué son père Kara Khan. Il bat et tue une bête à cornes dans la forêt. De nombreuses tribus portent son nom (Ouïghour, Kangli, Kipchak, Kalach, Karluk). Il avait un total de six fils de ses deux femmes, les tribus Oghuz descendent de leurs enfants.

## Étymologie
Il dérive de la racine (Oğ / Og / Uğ / Ug). Il signifie béni aussi talentueux et compétent. Cela signifie aussi l'esprit. Cela indique également une bonne disposition.
1. ↑  Nihâl Atsız, "Türk Milletinin Şeref Şehranı", Kopuz, 1943 Sayı: 1.
2. ↑  Türk Söylence Sözlüğü, Deniz Karakurt, Türkiye, 2011, (OTRS: CC BY-SA 3.0).